# Вільям Джон Паттерсон
Вільям Джон Паттерсон (англ. William John Patterson; нар. 30 листопада 1886, Суть Гурон, Онтаріо пом. 10 червня 1976) — канадський політичний діяч, 6-й прем'єр провінції Саскачевану, 10-й Лейтенант-губернатор Саскачевану.

## Біографія
В 1935 році Паттерсон був обраний в законодавчу палату провінції Саскачевану. Після відставки Джеймса Гарфілд Гардінера з посади прем'єр-міністра Патерсон посів його місце на якому протримався до 1944 року. У 1944 році Паттерсон програв місцеві вибори Дугласу Томмі з «Федерації кооперативної співдружності Саскачевану». Паттерсон пішов у відставку з посади лідера партії у 1946 році. У 1951 році Паттерсон був призначений лейтенант-губернатором Саскачевану. Він займав цю посаду до 1958 року.